# Авиационные происшествия 1971 года
Авиационные происшествия 1971 года.
В данном списке перечислены происшествия в гражданской и военной авиации, произошедшие в 1971 году и повлёкшие за собой потерю летательного аппарата и/или человеческие жертвы. 
Список составлен на основе открытых источников, является неполным и может содержать неточности.

## Список
| Дата        | Тип ЛА                                  | Эксплуатант                                                   | Номер      | Место | Жертвы  | Примечания |
| ----------- | --------------------------------------- | ------------------------------------------------------------- | ---------- | --- | ------- | --- |
| 2 января    | de Havilland Comet                      | United Arab Airlines                                          | SU-ALC     | 7 км от Триполи (Ливия)                                                                                                 | 16/16   | Разбился во время захода на посадку ниже глиссады. |
| 9 января    | Boeing 707—323                          | American Airlines                                             | N7595A     | Эдисон (Нью-Джерси, США)                                                                                                | 0/21    | Столкновение над Эдисоном. |
| 9 января    | Cessna 150                              | Linden Flight Services, Inc.                                  | N60942     | Эдисон (Нью-Джерси, США)                                                                                                | 2/2     | Столкновение над Эдисоном. |
| 18 января   | Ил-18                                   | Balkan Bulgarian Airlines                                     | LZ-BED     | Цюрих (Швейцария) | 45/47   | Заход на посадку ниже глиссады в сложных метеоусловиях. |
| 22 января   |                                         |                                                               |            | |         | В Камбодже в ходе нападения партизан на аэропорт близ Пномпеня уничтожены или повреждены 91 самолёт и вертолёт (почти вся авиация режима Лон Нола). |
| 22 января   | Ан-12                                   | Аэрофлот (Коми управление ГВФ, Сыктывкарский ОАО)             | CCCP-11000 | близ Сургута, ХМАО, Тюменская область (РСФСР, СССР)                                                                     | 14/14   | Катастрофа Ан-12 под Сургутом. |
| 25 января   | Vickers 749 Viscount                    | Linea Aeropostal Venezolana                                   | YV-C-AMV   | близ Мериды (Венесуэла)                                                                                                 | 13/47   | Аварийная посадка в поле спустя 7 минут после взлёта. |
| 31 января   | Ан-12                                   | Аэрофлот (Тюменское управление ГВФ, 2-й Тюменский ОАО)        | CCCP-12996 | близ Сургута, ХМАО, Тюменская область (РСФСР, СССР)                                                                     | 7/7     | Катастрофа Ан-12 под Сургутом. |
| 31 марта    | Ан-10                                   | Аэрофлот (Приволжское УГА, Куйбышевский ОАО)                  | CCCP-11145 | у села Волнухино, Лутугинский район Ворошиловградской области (УССР, СССР)                                              | 65/65   | Катастрофа Ан-10 под Ворошиловградом. |
| 23 мая      | Ту-134                                  | Aviogenex                                                     | YU-AHZ     | аэропорт Риека (Крк, Югославия)                                                                                         | 78/83   | Катастрофа Ту-134 авиакомпании Aviogenex в Риеке. |
| 6 июня      | McDonnell Douglas DC-9-31               | Hughes Air West                                               | N9345      | Сан-Гейбриел, в 7 км от Дуарти (Лос-Анджелес, Калифорния, США)                                                          | 49/49   | Столкновение над горами Сан-Габриель. |
| 6 июня      | McDonnell Douglas F-4B-18-MC Phantom II | Корпус морской пехоты США                                     | 151458     | Сан-Гейбриел, в 7 км от Дуарти (Лос-Анджелес, Калифорния, США)                                                          | 1/2     | Столкновение над горами Сан-Габриель. |
| 7 июня      | Convair CV-580                          | Allegheny Airlines                                            | N5832      | Нью-Хейвен (Коннектикут, США)                                                                                           | 28/31   | Заходил на посадку ниже глиссады и задел дом. |
| 3 июля      | NAMC YS-11A-217                         | TOA Domestic Airlines                                         | JA8764     | близ Хакодате (Япония)                                                                                                  | 68/68   | Врезался в гору из-за ошибки экипажа. |
| 25 июля     | Ту-104                                  | Аэрофлот (Западно-Сибирское управление ГВФ, Толмачёвский ОАО) | CCCP-42405 | аэропорт Иркутск (РСФСР, СССР)                                                                                          | 97/126  | Катастрофа Ту-104 в Иркутске. |
| 30 июля     | Boeing 727                              | All Nippon Airways                                            | JA8329     | Сидзукуиси, близ Мориоки, Иватэ (Япония)                                                                                | 162/162 | Столкновение над Сидзукуиси. На момент событий это была крупнейшая авиакатастрофа в мире. |
| 30 июля     | F-86F                                   | Воздушные силы самообороны Японии                             | 92-7932    | Сидзукуиси, близ Мориоки, Иватэ (Япония)                                                                                | 1/1     | Столкновение над Сидзукуиси. На момент событий это была крупнейшая авиакатастрофа в мире. |
| 28 августа  | Ил-18                                   | Malév Hungarian Airlines                                      | HA-MOC     | 10 км от Копенгагена (Дания)                                                                                            | 32/34   | Упал в море при заходе на посадку ниже глиссады. |
| 4 сентября  | Boeing 727                              | Alaska Airlines                                               | N2969G     | горы Чилкат, 35 км З Джуно, Хейнс (Аляска, США)                                                                         | 111/111 | Катастрофа Boeing 727 под Джуно (рейс 1866 авиакомпании Alaska Airlines) — первая катастрофа отдельного самолёта в США, в которой погибли свыше ста человек. |
| 6 сентября  | BAC 1-11                                | Paninternational                                              | D-ALAR     | 4 км от Гамбурга (ФРГ)                                                                                                  | 22/121  | Разбился при попытке сесть на автобан после отказа обоих двигателей. |
| 13 сентября | Hawker Siddeley Trident                 | Народно-освободительная армия Китая                           | B-256      | около города Ундерхаан (Монгольская Народная Республика)                                                                | 9/9     | Катастрофа самолёта Линь Бяо. |
| 16 сентября | Ту-134                                  | Malév Hungarian Airlines                                      | HA-LBD     | близ Малой Тарасовки, Броварской район Киевской области (УССР, СССР)                                                    | 49/49   | Катастрофа Ту-134 под Киевом. |
| 22 сентября | Ан-2                                    | Аэрофлот (Уральское УГА, Магнитогорский ОАО)                  | СССР-96221 | совхоз «Победа», Кизильский район Челябинской области (РСФСР, СССР)                                                     | 14/14   | Катастрофа Ан-2 в Кизильском районе. |
| 2 октября   | Vickers Vanguard                        | British European Airways                                      | G-APEC     | близ Аарселе (Бельгия)                                                                                                  | 63/63   | Во время полёта разрушился задний гермошпангоут из-за чего произошла взрывная декомпрессия и отделение хвостового оперения. Самолёт вошел в спираль и разбился в поле рядом с автострадой. Расследованием установлено, что гермошпангоут имел следы глубокой коррозии, вызванной, вероятно, жидкостью из заднего туалета. |
| 10 октября  | Ту-104                                  | Аэрофлот (Украинское УГА, Бориспольский ОАО)                  | CCCP-42490 | у деревни Бараново, Наро-Фоминский район Московской области, 10 километров юго-западнее аэропорта Внуково (РСФСР, СССР) | 25/25   | Катастрофа Ту-104 под Москвой. |
| 12 ноября   | Ан-24                                   | Аэрофлот (Украинское УГА, Киевский ОАО)                       | CCCP-46809 | аэропорт Винница (УССР, СССР)                                                                                           | 48/48   | Катастрофа Ан-24 в Виннице. |
| 13 ноября   | Ан-24                                   | Аэрофлот (Украинское УГА, Симферопольский ОАО)                | СССР-46378 | около Керчи, Крымская область (УССР, СССР)                                                                              | 6/11    | Катастрофа Ан-24 под Керчью. |
| 24 ноября   | Boeing 727                              | Northwest Orient Airlines                                     | N467US     | Сиэтл (США) | 0/42    | Инцидент с захватом самолёта Ди Би Купером. |
| 1 декабря   | Ан-24                                   | Аэрофлот (Приволжское УГА, Саратовский ОАО)                   | CCCP-46788 | 13 км от аэропорта Саратов, Саратовская область (РСФСР, СССР)                                                           | 57/57   | Катастрофа Ан-24 под Саратовом. |
| 4 декабря   | McDonnell Douglas DC-9-31               | Eastern Air Lines                                             | N8943E     | близ аэропорта Роли—Дарем (Северная Каролина, США)                                                                      | 0/27    | Столкновение над Роли. |
| 4 декабря   | Cessna 206                              | частный                                                       | N2110F     | близ аэропорта Роли—Дарем (Северная Каролина, США)                                                                      | 2/2     | Столкновение над Роли. |
| 21 декабря  | Ил-18                                   | Balkan Bulgarian Airlines                                     | LZ-BES     | София | 28/73   | Разбился при наборе высоты. |
| 24 декабря  | Lockheed L-188A Electra                 | LANSA                                                         | OB-R-941   | район Пуэрто-Инка, провинция Пуэрто-Инка (Перу)                                                                         | 91/92   | Катастрофа L-188 в Пуэрто-Инке. |